# Нуайонський собор
Нуайонській собор, Нуайонський Нотр-Дам, або Катедральний собор Діви Марії (фр. Cathédrale Notre-Dame de Noyon) — катедральний собор в місті Нуайон, Франція. Головний храм колишнього Нуайонського єпископства. Збудований між 1145—1235 роками. Один з найкращих зразків переходу від романського стилю до ранньої готики. Споруджений на місці 4-х церков, в яких був коронований в 768 році Карл Великий, а в 987 — родоначальник третьої і останньої гілки французьких королів, Гуго Капет. У плані — латинський хрест. Довжина — 105 м, висота склепінь нефа — 23 м. У XIV столітті до західного фасаду було прибудовано ґанок. Інтер'єр собору типовий для ранніх готичних церков. Під час Французької революції і світових воєн собору було завдано шкоди. Втратив статус собору за конкордатом Наполеона. 1802 року переданий Ам'єнській діоцезії, а 1851 року — до Бове-Нуайон-Санліської діоцезії. Всередині собору поховані відомі городяни і єпископи Нуайонські, зокрема святий Елігій. Собор відвідував і описав Роберт Стівенсон.